# International Bryozoology Association
International Bryozoology Association (IBA) – międzynarodowe towarzystwo naukowe zrzeszające badaczy zajmujących się briozoologią, czyli nauką o mszywiołach.
Stowarzyszenie to zostało założone w maju 1965 roku w szwedzkim Sztokholmie. W sierpniu 1968 roku odbyła się we włoskim Mediolanie pierwsza konferencja akademicka w ramach jego działalności. Od tego czasu konferencje takie odbywają się co trzy lata pod nazwą International Bryozoology Meetings. Współcześnie stowarzyszenie liczy około 200 członków, zarówno zainteresowanych obecną fauną jak i paleontologów. 
International Bryozoology Association publikuje czasopismo naukowe pod redakcją naczelną Patricka Wyse'a Jacksona i Mary Spencer Jones zatytułowane Annals of Bryozoology.